# 楊守成
楊守成（1960年—），中國笙演奏家、教育工作者，陝西延安人。現任中央音樂學院民樂系教授、中國民族管弦樂學會笙專業委員會副會長。
楊守成1960年出生於陝西省延安市，1974年考入中央音樂學院附中，主修笙，1979年直升中央音樂學院民樂系。曾受教於張之良、閻海登。1983年畢業後留在中央音樂學院從事教職，現任該校民樂系教授、碩士研究生導師，並為中國民族管弦樂學會笙專業委員會副會長。他曾經到歐、亞、美洲的十數個國家演出、講學。